# Centro Cívico Camilo Ortega
El Centro Cívico Camilo Ortega es un complejo gubernamental situado en el corazón del centro histórico de Managua, Nicaragua. Es la sede oficial de la Alcaldía de Managua, así como del Consejo Municipal de Managua y de múltiples direcciones administrativas del gobierno local. Su ubicación estratégica junto a la Plaza 22 de Agosto lo convierte en un eje fundamental para la gestión cívica y urbana de la capital nicaragüense.

## Historia
El proyecto surgió en los años 1980 como parte del esfuerzo de reestructuración del aparato institucional municipal, tras la devastación causada por el terremoto de Managua de 1972. Su construcción fue promovida por el entonces Gobierno de Reconstrucción Nacional, con el fin de centralizar la administración de la ciudad en un único complejo moderno. El edificio fue nombrado en memoria de Camilo Ortega Saavedra, dirigente revolucionario y hermano del presidente Daniel Ortega.
La edificación concluyó en la década de 1990, marcando el inicio de una nueva etapa en la gobernanza metropolitana de Managua. Desde entonces ha sido el epicentro de múltiples reformas administrativas, planificación urbana y ejecución de obras públicas en la capital.

## Funciones institucionales
Actualmente, el complejo alberga las principales dependencias del gobierno local, entre ellas:
- Alcaldía de Managua
- Consejo Municipal de Managua
- Vicealcaldía
- Dirección General de Infraestructura
- Dirección de Urbanismo
- Dirección General de Finanzas Municipales
- Secretaría del Concejo
- IRTRAMMA (en dependencias anexas)[1]

Desde este edificio se coordinan políticas públicas, presupuestos municipales, proyectos de infraestructura, ordenamiento territorial, catastro, cultura y medio ambiente, entre otras competencias.

## Arquitectura
El diseño del centro cívico se basa en principios del funcionalismo institucional, con bloques modulares interconectados alrededor de patios interiores, jardines y plazas cívicas. Sus tres niveles distribuyen oficinas, salas de sesiones, auditorios y ventanillas de atención ciudadana.
La estética del conjunto destaca por el uso de concreto expuesto, líneas geométricas limpias, ventanales amplios y espacios abiertos que buscan facilitar la transparencia institucional. A lo largo del tiempo se han hecho remodelaciones para adecuar los espacios a nuevas tecnologías y necesidades administrativas.

## Entorno urbano
El edificio se encuentra rodeado de otros elementos icónicos del centro histórico de Managua, como:
- Plaza 22 de Agosto
- Parque Central
- Gran Hotel
- Antigua Catedral de Managua
- Palacio de la Cultura

Este entorno refuerza su papel como centro neurálgico del poder municipal y como lugar clave para actos conmemorativos, eventos públicos y manifestaciones ciudadanas.

## Reconocimiento y relevancia
El Centro Cívico Camilo Ortega ha sido reconocido como el corazón administrativo de la ciudad de Managua. Su importancia ha sido documentada en planes de ordenamiento territorial, documentos técnicos y reportes oficiales del Instituto Nicaragüense de Fomento Municipal (INIFOM), y su infraestructura aparece referida como sede institucional en licitaciones, publicaciones y normativas municipales.
Asimismo, ha sido visitado por delegaciones internacionales en el marco de programas de cooperación y ha servido como modelo de gestión cívica en el ámbito centroamericano.